# RICKY (音楽プロデューサー)
RICKY（リッキー、りき、1980年7月5日 - ）は、日本の男性音楽プロデューサー、作曲家、編曲家。本名：間 力（はざま ちから）。作家名： Chikara "Ricky" Hazama
イタリアのペルージャ生まれ、4歳から兵庫県宝塚市で育つ。アメリカ、マサチューセッツ州ボストン・バークリー音楽大学Music Synthesis メージャー専攻。

## 経歴
オペラ歌手の母、油絵画家の父のもとで生まれる。幼い頃からクラシック・ピアノを習い始め、21歳の時にバークリー音楽大学に留学する。
2005年に帰国後、今井大介（Daisuke "D.I" Imai）に師事する。2007年にアレンジで参加したexileの「時の描片 〜トキノカケラ〜」が第49回日本レコード大賞金賞を受賞。また、恵莉花「この花が咲いたら ～いのちの種～」で、第53回日本レコード大賞、企画賞を受賞。中川翔子「カミツレ」で、松本隆・筒美京平コンビの楽曲編曲を手掛けた経験も持つ。また、渡り廊下走り隊、高杉さと美、W-INDS、MACO、Matt Cab、Zip!でお馴染みのCeleina Ann、ゴスペルシンガーSamuelle など、様々なアーティストに作・編曲家、プロデューサーとして関わる他、台湾や中国との親交があり、ビビアン・スー、LANDY（温嵐）に楽曲提供、また国外での活動も行っている。
クラブサウンドは、GENESIS 12 として、ファッション・ショー（Girls Collection）やイベント音楽 (Disney Wedding)、リミックスを手がけるなど、その活動は多岐にわたる。
2017年は、未来型花火エンタテインメント「STAR ISLAND」（第1回）東京お台場海浜公園にて、スピーカー300台を超えるサウンドミックスで生まれる花火と音楽（3Dサウンド）がシンクロされ、 日本を代表する伝統文化・花火の花火×3Dサウンド×ショーパフォーマンスの融合に成功。小橋賢児と瀬戸勝之と共に楽曲を制作。

## 主な作品
- melody.
  - Precious Baby、Sincerely、Lovin' U (Debbie Huangとの共同作曲)
- リア・ディゾン
  - 運命線 (Debbie Huangとの共同作曲、編曲・プロデュース)
- BoA
  - 七色の明日 〜brand new beat〜(Daisuke "D.I" Imaiとの共同編曲)
- SMAP
  - Everybody（香取慎吾 featuring 倖田來未）(Daisuke "D.I" Imaiとの共同編曲)
- EXILE
  - 時の描片 〜トキノカケラ〜/24karats -type EX-(Daisuke "DAIS" Miyachiとの共同編曲)
- Kanade
  - Life Goes On (Daisuke "DAIS" Miyachiとの共同編曲)
- 傳田真央
  - Let It Go (傳田真央との共同編曲)
- 上木彩矢
  - The Light(水野新太郎との共同作曲)
- Samuelle
  - 願い (編曲・プロデュース)、一秒でも… feat. SORA（中尾よしきとの共同作曲、編曲・プロデュース）
  - Believe In Love、Hope、Red Eyed Passion、Rainy feat. Witness-Box、Movin' On feat. NO.Balance、約束〜君は僕の太陽〜（編曲・プロデュース）
- 無限男子
  - 恋愛年齢∞無限大 (作曲・編曲・プロデュース)
- SATOMI'
  - Squall of Tears (編曲・プロデュース)
- Tiara
  - 君がふたり、もう一度だけ、ごめんね。 (編曲・プロデュース)
- The New Classics
  - やさしい人 (編曲・プロデュース)
- 柴田知美
  - ずっと… feat. SPHERE(作曲・編曲)
- SORA
  - Miss You（中尾よしきとの共同作曲、編曲・プロデュース）、私のレシピ、さよならの前に (作曲・編曲・プロデュース)
  - One Day feat. ポチョムキン（餓鬼レンジャー）(作曲・編曲・プロデュース)
- MAA
  - Ghost Enemyナイトメア、バージンキラーサンタ、MayDay、ノーブラ Sleep Walk(作曲・編曲・プロデュース)
- JAMOSA
  - Everything feat. MAHIRO(編曲・プロデュース)
- JONTE
  - Friend、sa.yo.na.ra(作曲・編曲、Daisuke "D.I" Imaiとの共同プロデュース)
- 日の内エミ
  - 卒業〜Congratulations〜feat. Lotus Juice(日の内エミとの共同作曲、編曲)
- anju（高橋真依子）
  - eye love you 〜ロマンス〜 feat. HAKUEI from PENICILLIN(編曲)
- 市川由紀乃
  - 満ちては欠ける月(中尾よしきとの共同作曲・編曲)
- SPEED
  - カルア・ミルク(編曲)
- 佐藤史果
  - All for you (編曲・プロデュース)
- 恵莉花(ERYKA)（EЯY）
  - Be With You 〜空も飛べるはず〜 (草野正宗の共同作曲、編曲・プロデュース)、
  - LIFE 〜この手の中〜（ISEKI - キマグレンとの共同作曲、プロデュース）、雪の華（編曲・プロデュース）
- HANGRY&ANGRY
  - レコンキスタ (編曲・プロデュース)
- Crack 6
  - KICK! (編曲、Crack 6 with Rickyとして楽曲に参加)

### fink bro.
- 田中ロウマ feat.melody.
  - Boyfriend/Girlfriend (作曲)
- 中川翔子
  - カミツレ (編曲)
- 天上智喜
  - Party Near 〜thoughtful〜 (作曲・編曲・プロデュース)
- リュ・シウォン
  - Cafe Wonderland (作曲・編曲・プロデュース)
- 渡り廊下走り隊
  - やる気花火 (編曲)
- Sunya
  - 雨上がり、イイダセナクテ、上を向いて歩こう (編曲・プロデュース)
- 宏美
  - 秘密、Secret (作曲・編曲・プロデュース)
- YA-KYIM
  - キミがくれたもの feat. CIMBA(作曲・編曲・プロデュース)
- 傳田真央
  - Lights and Shades、リトルメアリ、Breath In Love (編曲・プロデュース)、Butterfly (作曲・編曲・プロデュース)
- The New Classics
  - Someday, Somewhere, Someone (編曲・プロデュース)
- Tiara
  - Happy Days (編曲・プロデュース)
- Soulja
  - Missing You feat. 鳳山えり (編曲・プロデュース)
- Junear
  - 君といれば、Crazy Girl、Say Goodbye、Amazing Love、Glory Days、Episode feat. Meajyu、Answer(作曲・編曲・プロデュース)
- Meajyu
  - This Song For You、Thank You (作曲・編曲・プロデュース)
- JONTE
  - Lovin' U、(Samuelleとの共同作曲、編曲・プロデュース)

### 台湾
- ビビアン・スー
  - Better Girl (作曲)
- Elva Hsiao - 蕭亜軒
  - 想念聖誕節 (作曲)
- Sweety
  - Like I Love You、My Small Small Wish(作曲)
- Megan Lai - 賴雅妍
  - Feel You (作曲)
- 符瓊音 （Meeia）
  - 愛 我説了算、薇京、灰色地帶、STAR、I Feel You、Dreamer（Willie Liuとの共同作曲・編曲）
- LANDY（温嵐）
  - 魔力 High Q、热浪（Debbie Huangとの共同作曲）
- linda
  - 愛情九宮格（Debbie Huangとの共同作曲）
- Da Mouth（大嘴巴）
  - 無可取代（作曲）
- K-ONE
  - 背影 from Top On The Forbidden City Soundtrack（紫禁之巓）(作曲)

### その他
- JELLY meets HOUSE
  - A Perfect Sky（Bonnie Pink）、STORY（AI）、Love Love Love（Dreams Come True）、
  - Fragile（Every Little Thing）（リミックス）
- DJ Leina（SOUL WORLS presents WONDER BOX）
  - Superstition、I Just Called To Say I Love You、Part Time Lover、PASTIME PARADISE（Stevie Wonder）（リミックス）
- Anime House Project
  - Share the World（東方神起）、Stairway Generation（Base Ball Bear）、桜ロック（CHERRYBLOSSOM）、
  - JAP（Abingdon Boys School）、1/3の純情な感情（SIAM SHADE）（リミックス）